# Amtsgericht Hohenhausen

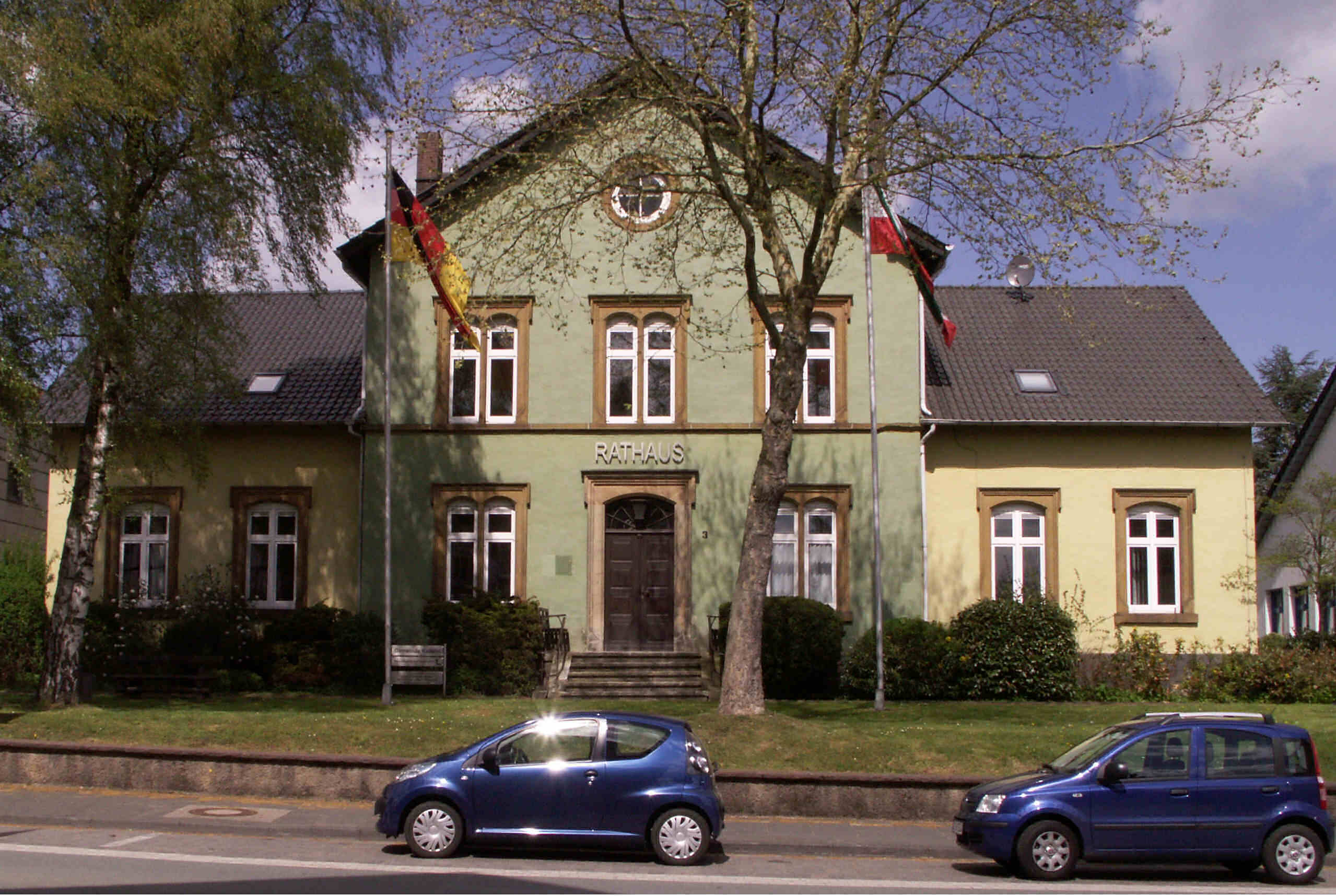
Ehemaliges Amtsgericht Hohenhausen

Das Amtsgericht Hohenhausen war bis 1969 ein Amtsgericht in Kalletal im nordrhein-westfälischen Kreis Lippe. Es war dem Landgericht Detmold unterstellt. Sein ehemaliger Bezirk gehört heute zum Amtsgericht Lemgo. Das Amtsgericht Hohenhausen wurde wie die anderen lippischen Amtsgerichte 1879 eingerichtet und wurde mit dem Lemgo-Gesetz aufgehoben und dem Amtsgerichtsbezirk Lemgo zugeschlagen. Das Gebäude befindet sich nun im Besitz der Gemeinde Kalletal und dient als Sitz der Gemeindeverwaltung.